# Comprimento de onda
Em física, comprimento de onda é a distância entre valores repetidos sucessivos num padrão de onda. É usualmente representado pela letra grega lambda (λ).
Em uma onda senoidal, o comprimento de onda “é a distância (paralela à direção de propagação da onda) entre repetições da forma de onda". Pode, então, ser representada pela distância entre picos (máximos), vales (mínimos), ou duas vezes a distância entre nós.
No gráfico ao lado, o eixo x representa a distância e o eixo y representa alguma quantidade periódica, como por exemplo a pressão, no caso do som ou o campo elétrico para ondas eletromagnéticas ou a altura da água para uma onda no mar profundo. A altura no eixo y é também chamada de amplitude  da onda.
O comprimento de onda λ tem uma relação inversa com a frequência f, a velocidade de repetição de qualquer fenômeno periódico. O comprimento de onda é igual à velocidade da onda dividida pela frequência da onda. Quando se lida com radiação electromagnética no vácuo, essa velocidade é igual à velocidade da luz 'c', para sinais (ondas) no ar, essa velocidade é a velocidade na qual a onda viaja.
Essa relação é dada por: 
{\displaystyle \lambda ={\frac {c}{f}}}
em que:
λ = comprimento de onda de uma onda sonora ou onda electromagnética;
c = velocidade da luz no vácuo = 299 792,458 km/s ~ 300 000 km/s = 300 000 000 m/s
f = frequência da onda 1/s = Hz.
A velocidade de uma onda pode portanto ser calculada com a seguinte equação:
{\displaystyle v={\frac {\lambda }{T}}={\lambda }{f}}
em que:
v = velocidade da onda.
λ = comprimento de onda de uma onda sonora ou onda electromagnética;
T é o período da onda.
O inverso do período, 1/T, é chamado de frequência da onda, ou frequência de onda:
{\displaystyle f={\frac {1}{T}}}
e mede o número de ciclos (repetições) por segundo executados pela onda. É medida em hertz (ciclos/segundo).
Para caracterizar uma onda, portanto, é necessário conhecer apenas duas quantidades, a velocidade e o comprimento de onda ou a frequência e a velocidade, já que a terceira quantidade pode ser determinada da equação acima, que podemos reescrever como:
{\displaystyle f={\frac {v}{\lambda }}}
Quando ondas de luz (e outras ondas electromagnéticas) entram num dado meio, o seu comprimento de onda é reduzido por um factor igual ao índice de refração n do meio, mas a frequência permanece inalterada. O comprimento de onda no meio, λ' é dado por:
{\displaystyle \lambda ^{\prime }={\frac {\lambda _{0}}{n}}}
em que:
λ0 é o comprimento de onda no vácuo.

## Ondas em cordas

Três primeiros harmônicos em cordas com as extremidades fixas

Ondas estacionárias se formam em instrumentos musicais de cordas, como a guitarra. Nas extremidades, são formados nodos. No primeiro harmônico haverá somente um antinodo, no segundo haverá dois antinodos e assim por diante.
A partir disso, concluímos que:
{\displaystyle {\lambda _{n}}=2{\frac {L}{n}}\qquad n=1,2,3,\dots }
Onde L é o comprimento da corda e n representa o n-ésima harmônica.
Já para cordas com uma das extremidades livre, se formará um nodo na extremidade fixa e um antinodo na extremidade livre.
Nesse caso, o comprimento de onda é dado por:
{\displaystyle {\lambda _{n}}=4{\frac {L}{n}}\qquad n=1,3,5,\dots }
Onde n representa o n-ésima harmônica, não havendo os harmônicos pares nesse sistema.

## Ondas em tubos sonoros
Para tubos com uma extremidade aberta e a outra fechada, teremos um antinodo na extremidade fechada. Assim as oscilações em um tubo com uma extremidade aberta e a outro fechada se assemelha com uma corda com uma extremidade fixa e a outra livre.
Seguindo a mesma interpretação, em um tubo com ambas as extremidades abertas, há um nodo em cada extremidade. Estas configurações fazem com que as ondas estacionárias em um tubo de ambas as extremidades abertas se assemelhe as de uma corda com ambas as extremidades fixas.

## Teoria das cores

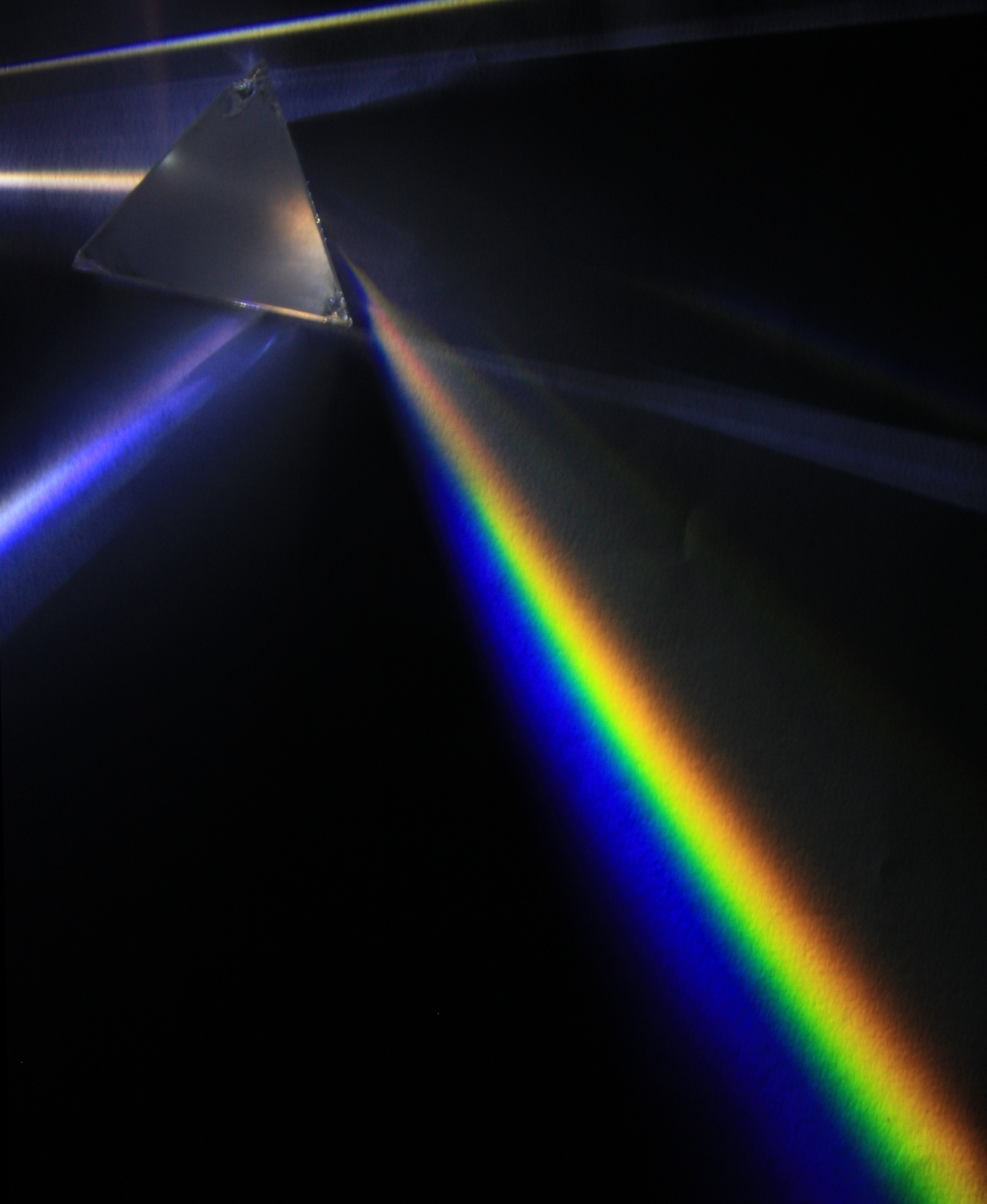
Um prisma triangular dispersando a luz branca

A sensação visual de cores provocada nos seres humanos está relacionada ao comprimento de onda da radiação, sendo que o maior comprimento de onda provoca a sensação de vermelho, e o menor, violeta.
Cada luz colorida possui uma velocidade de propagação diferente em meios materiais. Sabemos que a luz branca é na verdade a superposição das infinitas cores do espectro visível, e de acordo com a Lei de Snell-Descartes, cada cor será refratada sob determinado ângulo. Isso fica evidente quando um raio de luz branca atravessa um prisma de vidro, por exemplo.

## Cor e comprimento de onda
A tabela a seguir mostra, aproximadamente, os comprimentos de onda relacionados às principais cores do espectro visível.[carece de fontes?]
| Cor      | Comprimento de onda |
| -------- | ------------------- |
| vermelho | ~ 625-740 nm        |
| laranja  | ~ 590-625 nm        |
| amarelo  | ~ 565-590 nm        |
| verde    | ~ 500-565 nm        |
| ciano    | ~ 485-500 nm        |
| azul     | ~ 440-485 nm        |
| violeta  | ~ 380-440 nm        |

## Comprimento de onda angular

Relação entre comprimento de onda, comprimento de onda angular e outras propriedades de ondas. (τ é uma expressão alternativa para 2π.)

O comprimento de onda angular é uma grandeza relacionada ao comprimento de onda (também conhecida como comprimento de onda reduzida), geralmente simbolizada por ƛ (lambda com barra). Corresponde ao comprimento de onda "regular",  "reduzido" por um fator de 2π (ƛ = λ/2π). Geralmente, é encontrado em mecânica quântica, onde se usa em combinação com a constante reduzida de Planck (simbolizada por ħ, h com barra) e com a frequência angular (simbolizada pela letra grega ω) ou com o número de onda angular (simbolizado pela letra latina k).